# Списък на окръзи в Калифорния
Щатът Калифорния, Съединените американски щати е разделен на 58 окръга.
Следва списък на окръзите в щата Калифорния.
1. Аламида
2. Алпайн
3. Амадор
4. Бют
5. Вентура
6. Глен
7. Дел Нортей
8. Ел Дорадо
9. Импириъл
10. Иньо
11. Йоло
12. Калаверас
13. Кингс
14. Колуза
15. Контра Коста
16. Кърн
17. Ласън
18. Лейк
19. Лос Анджелис
20. Мадера
21. Марипоса
22. Марин
23. Мендосино
24. Модок
25. Моно
26. Монтерей
27. Мърсед
28. Напа
29. Невада
30. Ориндж
31. Плейсър
32. Плумъс
33. Ривърсайд
34. Сакраменто
35. Сан Бенито
36. Сан Бернардино
37. Сан Диего
38. Сан Луис Обиспо
39. Сан Матео
40. Санта Барбара
41. Санта Клара
42. Санта Круз
43. Сан Уакин
44. Сан Франциско
45. Сътър
46. Сиера
47. Сискию
48. Солано
49. Сонома
50. Станислос
51. Техама
52. Тринити
53. Тюлери
54. Тулумне
55. Фресно
56. Хъмбоулт
57. Шаста
58. Юба